# Paleogen
| Paleogen pred 66–23.03 milijoni let PreЄ Є O S D C P T J K Pg N |                                                  |
| Srednja vrednost atmosferskega O 2 skozi obdobje | ok. 26 prost. % (130 % sedanje vrednosti)        |
| Srednja vrednost atmosferskega CO 2 skozi obdobje | ok. 500 ppm (2 krat pred industrijske vrednosti) |
| Srednja površinska temperatura skozi obsobje | ok. 18 °C (4 °C nad sedanjo vrednostjo)          |
| Ključni dogodki paleogena-65 —–-60 —–-55 —–-50 —–-45 —–-40 —–-35 —–-30 —–-25 —–M ZK e n o z o i kKredaP a l e o g e nNeogenP a l e o c e n E o c e nO l i g o c e nDanijSelandij TanetijIpresijLutecijBartonijPriabonijRupelijČatij ←PETM←Prve trajne antarktične ledene ploskve←Veliko izumrtje K-PgPribližna časovnica ključnih dogodkov paleogena. Lestvica: pred milijoni let. |                                                  |

Paleogen je geološka doba (perioda) v zgodovini Zemlje, ki se je začela pred 65 in končala pred 23 milijoni let. Ta doba sestoji iz naslednjih epoh: paleocen, eocen in oligocen. Pred paleogenom je bila doba krede, sledi pa ji epoha miocen v periodi neogen. Prav tako so bili za paleogen v rabi izrazi doba spodnjega terciara.
Obdobje je trajalo 42 milijonov let in je poznano kot čas v katerem so se sesalci razvili od majhnih in enostavnih oblik v različne živali po masovnem izumrtju, ki se je končalo v predhodni dobi krede. Nekatere od teh živali se bodo razvile v velike oblike, ki bodo dominirale na kopnem, druge pa bodo specializirane živeti v oceanih, specifične kopenske živali se bodo specializirale za letenje. Predvsem ptice so se precej razvile v tem obdobju in postajale vse bolj podobne današnjim. Večina ostalega življenja na Zemlji je ostala relativno nespremenjena. V tem obdobju se je zgodil tudi manjši premik kontinentov. Klima se je nekoliko ohladila, notranja morja so se povlekla izven Severne Amerike.

## Podnebje in geografija
Globalne podnebne razmere so se v času paleogena oddaljile od vročih in vlažnih pogojev v poznem mezozoiku, ozračje se je začelo hladiti in sušiti, čeprav je bilo občasno prekinjeno s toplimi obdobji, kot je znani paleocensko-eocenski termalni maksimum, ki traja še danes. Trend je delno posledica oblikovanja polarnega toka na Antarktiki, ki bistveno ohlaja oceanske vode.
Kontinenti so se med paleogenom le malo premikali. Indija se je približevala Aziji in tvorila Himalajo. Atlantski ocean se je za nekaj centimetrov na leto povečeval. Afrika se je premikala proti severu proti Evropi in v Sredozemlje, medtem ko se je Južna Amerika približevala Severni Ameriki. Celinska morja so se umaknila iz Severne Amerike v začetku obdobja. Avstralija je tudi ločena od Antarktike in se pomika proti jugovzhodni Aziji.

## Rastlinstvo in živalstvo
Sesalci so se začeli hitro razvijati. Po koncu krede in propadu dinozavrov, so se začeli preoblikovati iz nekdaj malih in posplošenih oblik v večje sodobne vrste, kot jih poznamo danes. Nekateri od teh sesalcev so se razvili v velike oblike, ki so prevladovale na kopnem, druge so se prilagodile na življenje v vodi, specializirane kopenske vrste pa za življenje v zraku. Nekateri sesalci so postali sodobni kiti, medtem ko so se na drevesih razvili primati, skupina, iz katere izhajajo ljudje. Ptice, ki so že dobro uveljavile do konca krede, so doživele določene prilagoditve in prevzele nebo, ki je ostalo prazno za izumrlimi pterozavri. Večina drugih vej življenja je v tem obdobju, v primerjavi s pticami in sesalci, ostala relativno nespremenjena.
Kot se je začela Zemlja hladiti, so se tropske rastline omejile na ekvatorialna območja. Listavci so postali bolj pogosti, saj so lahko preživeli sezonska nihanja podnebje podobno današnjemu. Ena izmed najbolj opaznih rastlin, ki se je razvila v tem obdobju, so bile prve vrste trav. Ta nova vrsta se je razširila in oblikovala nova ekološka okolja, savane in prerije. Ti travniki so začeli nadomeščati gozdove, saj so se bolje prilagodile novim razmeram.

## Geologija
Paleogen je zanimiv v kontekstu priobalnega črpanja nafte, še zlasti v Mehiškem zalivu, kjer skalne formacije spodnjega terciarja predstavljajo trenutno raven odkritja globokomorske nafte.
Za spodnje terciarne skalne formacije s katerimi se srečujejo v Mehiškem zalivu v naftni industriji so značilne razmeroma visoke temperature in visokotlačni rezervoarji, pogosto z visoko vsebnostjo peska (70 % +) ali zelo debelih sedimentnih plasti soli.